# Брвільно (гміна Новий Дунінув)
Брвільно (пол. Brwilno) — село в Польщі, у гміні Новий Дунінув Плоцького повіту Мазовецького воєводства.
Населення — 90 осіб (2011).
У 1975-1998 роках село належало до Плоцького воєводства.

## Демографія
Демографічна структура станом на 31 березня 2011 року:
|          | Загалом | Допрацездатний вік | Працездатний вік | Постпрацездатний вік |
| -------- | ------- | ------------------ | ---------------- | -------------------- |
| Чоловіки | 43      | 10                 | 25               | 8                    |
| Жінки    | 47      | 8                  | 30               | 9                    |
| Разом    | 90      | 18                 | 55               | 17                   |